# 沃尔希连省 (1569年—1795年)

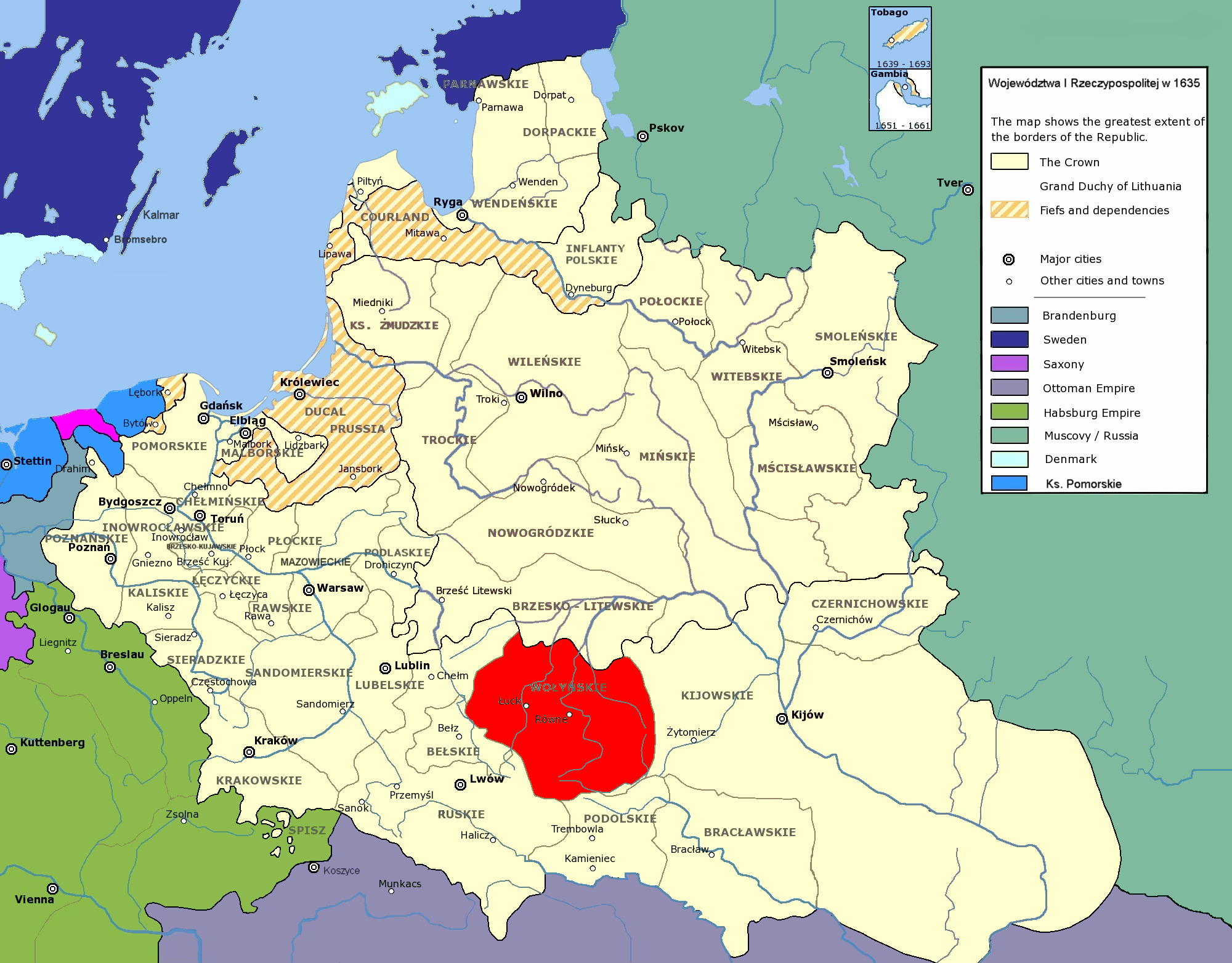
沃尔希连省在波兰立陶宛联邦的位置

沃尔希连省（Volhynian Voivodeship）或称为沃尔温省（Wołyń Voivodeship）（波蘭語：Województwo Wołyńskie）是一个1566年至1569年属于立陶宛大公国，1569年至1795年瓜分波兰为止属于波兰王国的行政区划和地方政府。该省属于小波兰行省的鲁塞尼亚（或乌克兰地区）。

## 政府部门所在地
省总督（Wojewoda）所在地：
- 乌茨克（Łuck），今盧茨克

全鲁塞尼亚地区议会（sejmik generalny）所在地：
- 萨多瓦-维兹尼亚

地区议会（sejmik poselski i deputacki）所在地：
- 乌茨克

## 行政区划
| 行政区划         | 波兰语               | 首府           |
| 乌茨克县         | Powiat Łucki         | 乌茨克         |
| 沃基米尔兹县     | Powiat Włodzimirski  | 沃基米尔兹     |
| 科尔泽米耶涅克县 | Powiat Krzemieniecki | 科尔泽米耶涅克 |

## 省总督
- 亚努什·奥斯特罗格斯基（1558年－？）
- 亚历山大·奥斯特罗格斯基（1593年－？）
- 亚当·亚历山大·桑古兹科（1630年－1653年）
- 米科瓦耶·谢洛尼姆·谢尼亚夫斯基（1679年－？）
- 弗兰西斯克·萨勒基·波托茨基（1755年－1755年）
- 余泽夫·坎提·奥索良斯基（1757年－1775年（放弃））

## 临近省份和地区
- 基辅省
- 布雷斯特-里托夫斯科省
- 鲁塞尼亚省
- 贝沃兹省
- 波多尔省